# Monaco op de Olympische Winterspelen 1994
Monaco nam deel aan de Olympische Winterspelen 1994 in Lillehammer, Noorwegen. Ook de vierde deelname aan de olympische winterspelen bleef zonder medailles.
De vijf deelnemers namen deel in twee sporttakken, Alpineskiën en Bobsleeën. De bobsleeërs prins Albert en Gilbert Bessi namen beide voor de derde keer deel.

## Deelnemers en resultaten
(m) = mannen, (v) = vrouwen 

### Alpineskiën
| Olympiër (deelname) | Discipline  | Resultaat | Prestatie |
| ------------------- | ----------- | --------- | --------- |
| Julien Castellini   | super g (m) | dnf       | opgave    |

### Bobsleeën
| Olympiër                                                         | Discipline             | Resultaat | Prestatie                                       |
| ---------------------------------------------------------------- | ---------------------- | --------- | ----------------------------------------------- |
| Albert Grimaldi (3) Gilbert Bessi (3)                            | 2-mansbob (m) Monaco I | 31e       | 3.38,27 (+7,46) (54,14 / 54,73 / 54,57 / 54,83) |
| Albert Grimaldi Gilbert Bessi Pascal Camia (2) David Tomatis (2) | 4-mansbob (m) Monaco I | 26e       | 3.34,62 (+6,84) (53,54 / 53,58 / 53,75 / 53,75) |

Amerikaanse Maagdeneilanden · Amerikaans-Samoa · Andorra · Argentinië · Armenië · Australië · België · Bermuda · Bosnië en Herzegovina · Brazilië · Bulgarije · Canada · Chili · China · Chinees Taipei · Cyprus · Denemarken · Duitsland · Estland · Fiji · Finland · Frankrijk · Georgië · Griekenland · Groot-Brittannië · Hongarije · IJsland · Israël · Italië · Jamaica · Japan · Kazachstan · Kirgizië · Kroatië · Letland · Liechtenstein · Litouwen · Luxemburg · Mexico · Moldavië · Monaco · Mongolië · Nederland · Nieuw-Zeeland · Noorwegen · Oekraïne · Oezbekistan · Oostenrijk · Polen · Portugal · Puerto Rico · Roemenië · Rusland · San Marino · Senegal · Slovenië · Slowakije · Spanje · Trinidad en Tobago · Tsjechië · Turkije · Verenigde Staten · Wit-Rusland · Zuid-Afrika · Zuid-Korea · Zweden · Zwitserland